# سرفة ريبسية
سرفة ريبسية (الاسم العلمي: Syrphus ribesii) هي نوع من الحشرات يتبع جنس السرفة من الفصيلة السرفات.